# Roosevelt megye (Új-Mexikó)
Roosevelt megye az Amerikai Egyesült Államokban, azon belül Új-Mexikó államban található. Megyeszékhelye és legnagyobb városa Portales. Lakosainak száma 19 191 fő (2020. április 1.). Roosevelt megye Curry, Quay, De Baca, Chaves, Lea, Cochran és Bailey megyékkel határos.

## Népesség
A megye népességének változása:
| Lakosok száma | 20 011 | 20 444 | 20 318 | 19 955 | 19 120 | 19 191 |
|               | 2010   | 2011   | 2012   | 2013   | 2015   | 2020   |